# Сельцо (сельское поселение Островецкое)
Сельцо́ — деревня в городском округе Раменское Московской области, входило в сельское поселение Островецкое. Население — 139 чел. (2010).
С 1 января 2025 года село включено в состав городского округа Люберцы.

## Население
| 1926 | 2002 | 2010 |
| ---- | ---- | ---- |
| 133  | ↘28  | ↗139 |